# Karen Fuentes
Karen Paola Fuentes Gómez (Puente Alto, Chile, 3 de agosto de 2004) es una jugadora de futbol del plantel adulto femenino del Club Universidad de Chile de la Primera División de fútbol femenino de Chile. Su estilo de juego incisivo y polifuncional le permite jugar desde posiciones defensivas a ofensivas.

## Trayectoria
Como titular de la selección sub-20 de futbol de Chile, jugó los 4 partidos (360 minutos) en el sudamericano de la categoría.
En 2021 fue promovida desde las divisiones inferiores al primer equipo, logrando coronarse campeona del Torneo Nacional de ese año, disputando minutos en varios partidos y anotando 3 goles.
En 2023 debuta por la selección de Chile el 2 de julio de 2023 jugando 45 minutos del segundo tiempo en la derrota de Chile ante Brasil 4-0 en Brasilia.

## Clubes
| Club                 | País  | Año             |
| -------------------- | ----- | --------------- |
| Universidad de Chile | Chile | 2021 - Presente |

## Palmarés

### Títulos nacionales
| Título              | Club                 | País  | Año  |
| ------------------- | -------------------- | ----- | ---- |
| Campeonato Nacional | Universidad de Chile | Chile | 2021 |